# Octotoma marginicollis
Octotoma marginicollis är en skalbaggsart som beskrevs av Horn 1883. Octotoma marginicollis ingår i släktet Octotoma och familjen bladbaggar. Inga underarter finns listade i Catalogue of Life.